# Hemoliza

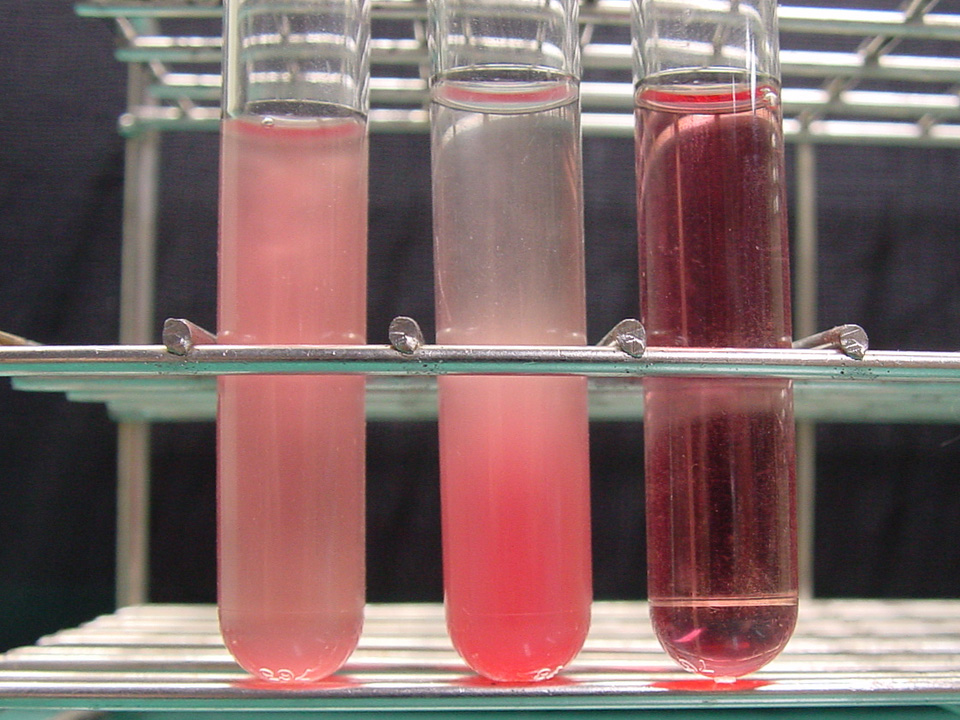
Erytrocyty poddane hemolizie (po prawej) oraz niezhemolizowane (w środku i po lewej).

Hemoliza (łac. haemolysis, z gr. αἷμα = krew + λύσις = rozbicie, rozkład, uwolnienie) – przechodzenie hemoglobiny do osocza krwi wywołane zniszczeniem erytrocytów. Hemoliza może być spowodowana np. toksynami bakteryjnymi, jak również może występować w konflikcie serologicznym oraz chorobach związanych z nieprawidłową budową erytrocytów.
Hemolizę można spowodować również podaniem hipotonicznego płynu (o mniejszym stężeniu) drogą wlewu dożylnego (np. kroplówka). Żeby temu zapobiec, substancje podawane są do organizmu człowieka w roztworze 0,9% NaCl (soli fizjologicznej). Hemolizę krwinek (jako efekt uboczny) wywołują niektóre leki np. rybawiryna.
Objawami zespołu hemolitycznego w badaniach laboratoryjnych są:
- wzrost stężenia bilirubiny całkowitej w osoczu (>1 mg/dl)
- wzrost stężenia bilirubiny wolnej w osoczu (>0,5 mg/dl)
- urobilinogenuria (>5 mg/dobę)
- sterkobilinogenuria (>300 mg/dobę)
- wzrost stężenia LDH w osoczu
- wzrost stężenia wolnego żelaza w osoczu > 25 μmol/l
- haptoglobina w surowicy <0,5 g/dl.

Hemoliza w mikrobiologii

Hemolizy wywołane przez paciorkowce: (od lewej) alfa, beta, gamma (brak hemolizy).

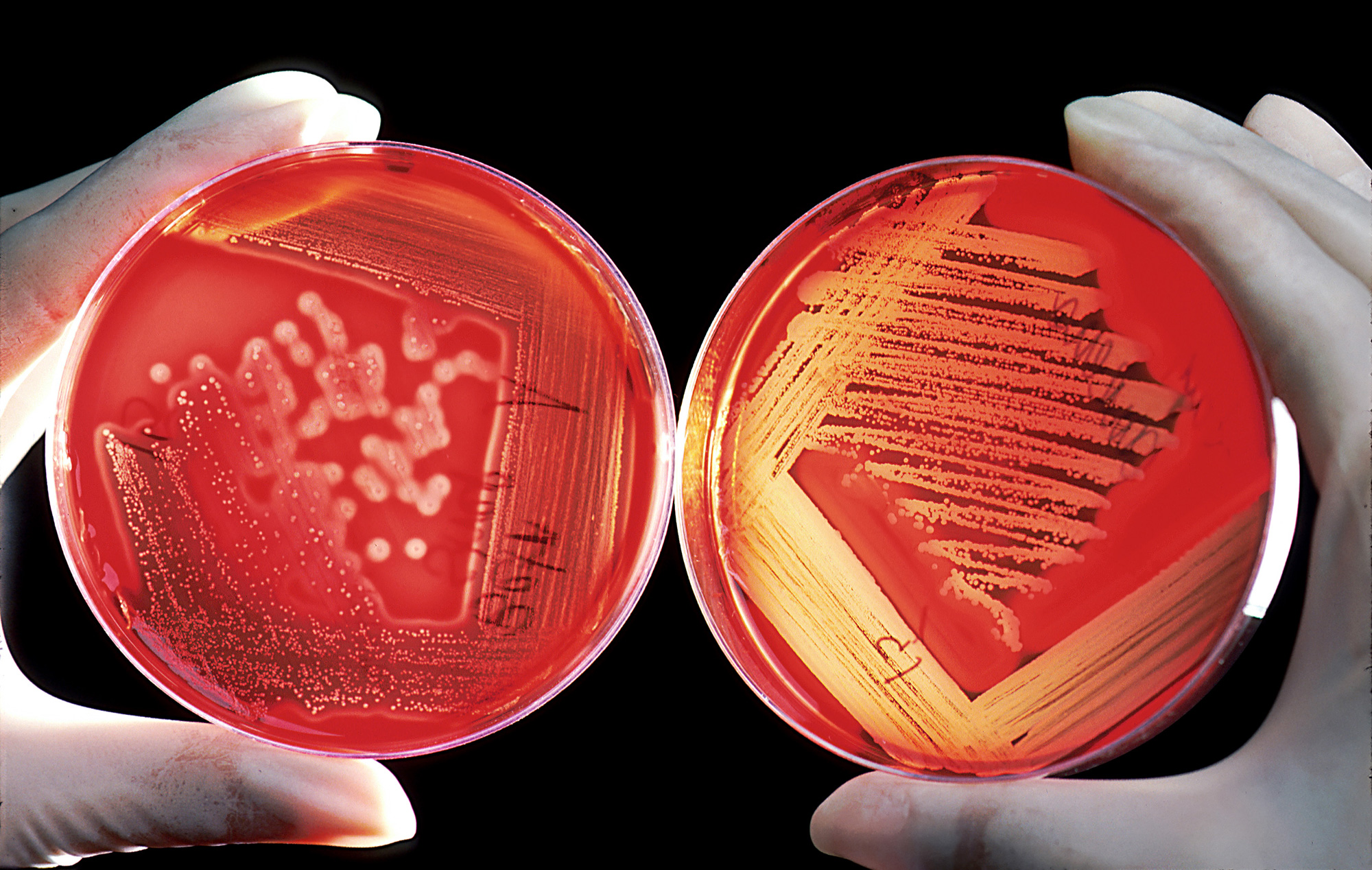
Porównanie hemolizy alfa (po lewej) oraz beta (po prawej).

- Hemoliza alfa – częściowe zniszczenie krwinek czerwonych wokół hodowli, widoczne zazielenienie wokół kolonii, występuje np. u Streptococcus pneumoniae.
- Hemoliza beta – całkowite zniszczenie krwinek wokół hodowli, występuje np. u Streptococcus pyogenes.
- Hemoliza gamma – brak hemolizy, występuje np. u Streptococcus salivarius.

Strefa hemolizy musi być wielokrotnie większa od obszaru samej hodowli.